# Resolutie 293 Veiligheidsraad Verenigde Naties
Resolutie 293 van de Veiligheidsraad van de Verenigde Naties werd unaniem aangenomen op 26 mei 1971. Dat gebeurde op de 1567ste vergadering van de Raad.

## Achtergrond
In 1964 hadden de VN de UNFICYP-vredesmacht op Cyprus gestationeerd na het geweld tussen de twee bevolkingsgroepen op het eiland. Deze was tien jaar later nog steeds aanwezig, toen er opnieuw geweld uitbrak nadat Griekenland een staatsgreep probeerde te plegen en Turkije het noorden van het eiland bezette.

## Inhoud
De Veiligheidsraad merkte op dat de Secretaris-Generaal in zijn rapport, een vredesmacht nog steeds noodzakelijk vond. De Veiligheidsraad merkte ook op dat de regering van Cyprus de VN-vredesmacht noodzakelijk vond. In recente rapporten werd de situatie op het eiland opgemerkt.
De Veiligheidsraad bevestigde de resoluties 186, 187, 192, 194, 198, 201, 206, 207, 219, 220, 222, 231, 244, 247, 254, 261, 266, 274, 281 en 291 en bevestigde ook de consensus uitgedrukt door de president van de 1143ste en 1383ste vergadering;
De Veiligheidsraad riep betrokken partijen op om terughoudend te handelen, naar de resoluties van de VN-veiligheidsraad. De aanwezigheid van VN-vredestroepen in Cyprus, resolutie 186 (1964), werd opnieuw verlengd met zes maanden, en eindigde nu op 15 december 1971. De verwachting was dat er tegen die tijd voldoende naar een eindoplossing zou zijn toegewerkt om de vredesmacht terug te trekken of sterk in te krimpen.

## Verwante resoluties
- Resolutie 305 Veiligheidsraad Verenigde Naties
- Resolutie 315 Veiligheidsraad Verenigde Naties

Lijst ·  292 ·  293 ·  294 ·  295 ·  296 ·  297 ·  298 ·  299 ·  300 ·  301 ·  302 ·  303 ·  304 ·  305 ·  306 ·  307